# Demetriusz Chronograf
Demetriusz Chronograf – żydowski historyk tworzący w języku greckim, działający pod koniec III wieku p.n.e.
Zajmował się badaniami nad tekstem Septuaginty, próbując ustalić chronologię dziejów Izraela. Jego praca skupiała się wokół historii, bez tendencji apologetycznych. Z dzieł Demetriusza przetrwało zaledwie 6 fragmentów, zachowanych w przytoczonych przez Euzebiusza cytatach z Aleksandra Polihistora. Dzięki zawartym w jednym z fragmentów odniesieniu do króla Ptolemeusza IV Filopatora można ustalić przypuszczalny czas życia autora. Ślady korzystania z dorobku Demetriusza widoczne są w dziełach Józefa Flawiusza i u pisarzy wczesnochrześcijańskich.